# Dallas Americans
I Dallas Americans sono stati una franchigia di calcio statunitense, con sede a Dallas, Texas.

## Storia
La franchigia venne fondata nel 1983 e iscritta all'American Soccer League. Nella stagione 1983 la squadra guidata da Wolfgang Rausch, che condurrà la squadra per tutta la sua esistenza, vince la Western Division, perdendo però in semifinale contro i Pennsylvania Stoners.
La ASL fallì alla fine della stagione e, gli Americans si iscrissero alla neonata United Soccer League.
Nella USL la squadra ottenne il 3º posto nella Western Division, venendo poi eliminata nel Wild Card Round dagli Houston Dynamos.
La stagione seguente gli Americans giunsero al secondo posto del campionato, alle spalle dei floridiani del South Florida Sun.

## Allenatori
- 1983-85  Wolfgang Rausch